# Aden
Aden este cel mai mare oraș si port maritim din sudul Yemenului la Golful Aden.

## Istoric
A fost principalul punct terminus al Drumului Mirodeniilor din Vestul Arabiei, timp de aproape un mileniu, înainte de sec. III d.Hr., când a devenit centru comercial sub control yemenit, etiopian și arab. Imperiul Otoman a cucerit orașul în 1538, iar britanicii (care înființaseră aici o garnizoană în 1800) l-au guvernat ca parte a Indiei (1839-1937). Importanța sa, ca bază de aprovizionare cu cărbuni și punct de transbordare, a crescut după deschiderea canalului Suez. A fost transformat în colonie regală în 1937, încorporată în Federația Arabiei de Sud (1963-1967). A fost capitală a Yemenului de Sud până la unirea acestei republici cu Yemenul de Nord, în 1990.

## Populație
În 1995 avea 562 000 de locuitori.